# 五星街道 (西安市)
五星街道，是中华人民共和国陕西省西安市长安区下辖的一个乡镇级行政单位。

## 行政区划
五星街道下辖以下地区：
太原庄村、周家堡村、安刘堡村、姜家堡村、北张堡村、南留村、和迪村、河头村、晓阳村、兴隆村、兆丰村、共同村、进步村、跃进村、江南堡村、燎原村和胡家寨村。